# Dagvaarding
Een dagvaarding is een officiële, schriftelijke oproep om voor een gerecht te verschijnen. 
De dagvaarding is het eerste processtuk in een civiele procedure of in een strafproces en vermeldt waar het in de zaak om gaat en op welke gronden de eis berust. 
Tevens is de dagvaarding aan te merken als een daad van vervolging omdat de zaak hiermee bij de rechter begint te lopen. 

## Civiel recht
Het Europees Verdrag voor de Rechten van de Mens bepaalt dat wanneer burgers of bedrijven onderling of met de overheid een geschil hebben, dat zij dit kunnen voorleggen aan een onafhankelijke en onpartijdige rechter. Dat gebeurt in veel gevallen door het uitbrengen van een dagvaarding, soms ook met een verzoekschrift. Diverse vereisten zijn wettelijk geregeld in het Wetboek van Burgerlijke Rechtsvordering (afgekort Rv).
Voor België in het Gerechtelijk Wetboek (o.m. art 32 e.v.). Ook daar is dagvaarding de gewone vorm, maar in een aantal gevallen gebeurt de oproeping bij "gerechtsbrief" (een bijzondere vorm van aangetekende brief)

### Inhoud dagvaarding
De tekst van de dagvaarding vermeldt gedetailleerd wat iemand eist, een onderbouwing van de eis, de bewijzen waarover men beschikt, en eventueel waarom juist de gedaagde partij wordt aangesproken. Wanneer er in de buitengerechtelijke fase verweer gevoerd is, moet dit ook in de dagvaarding worden verwerkt. 
In de te betekenen dagvaarding moeten de volledige voornamen en achternaam, woonplaats of de gekozen woonplaats in Nederland en indien bekend de naam van de gemachtigde of advocaat van de gedaagde worden gemeld.

### Betekenen
De dagvaarding wordt door een gerechtsdeurwaarder door middel van een exploot aan de gedaagde betekend (dat wil zeggen afgegeven aan de gedaagde persoonlijk, of bezorgd op het goede adres), zodat er geen twijfel is dat de gedaagde de dagvaarding heeft ontvangen. Is de dagvaarding geldig betekend, dan doet het er overigens niet toe of de gedaagde die ook werkelijk ontvangen heeft. Bij procederen tegen de Nederlandse Staat of de Koning moet de dagvaarding op grond van artikel 48 Rv betekend worden aan het parket van de procureur-generaal bij de Hoge Raad. In België wordt de staat altijd gedagvaard op het kantoor van de bevoegde minister; hetzelfde geldt voor de gewesten en gemeenschappen. De Koning kan nooit persoonlijk worden gedagvaard, dat gebeurt via de intendant of administrateur van de "civiele lijst".
Op grond van artikel 64 Rv mag een dagvaarding niet uitgereikt worden tussen acht uur 's avonds en zeven uur 's ochtends, tenzij daar door de rechter vooraf toestemming voor is verleend. In België geldt een verbod van betekening op zater-, zon- en feestdagen (behoudens verlof) en ook 's nachts (21 tot 6u), maar dat laatste alleen op "voor het publiek niet toegankelijke plaatsen"
Een belangrijke vereiste is ook dat het uitgebracht exploot van dagvaarding de datum van de daadwerkelijke betekening vermeldt (art. 45 lid 3 sub a Rv.), omdat anders niet kan worden beoordeeld of de geldende termijnen in acht zijn genomen. Indien de gedaagde partij  een bekende woon- of verblijfplaats in Nederland heeft, dan dienen er ten minste 7 dagen te zijn tussen de dag van de betekening en de roldatum van de betreffende zitting (art. 114 Rv). Voor het rekening houden met zon- en feestdagen geldt dan de Algemene Termijnenwet. In België is de gewone termijn voor dagvaarding in het binnenland 8 dagen; voor betekeningen in het buitenland wordt die verlengd.

### Vertegenwoordiging op de terechtzitting
Afhankelijk van het soort rechtszaak zal de gedaagde in persoon of bij gemachtigde dan wel vertegenwoordigd door een advocaat moeten verschijnen en vervolgens op de dagvaarding moeten reageren. Dat laatste gebeurt als regel schriftelijk met een conclusie van antwoord.

## Strafrecht
Wanneer iemand van een strafbaar feit wordt verdacht (verdachte is), en de officier van justitie besluit om die persoon daarvoor voor de rechter te brengen, zal de officier van justitie een dagvaarding opmaken. Door die dagvaarding wordt de zaak ter zitting aanhangig gemaakt (art. 258 lid 1 Wetboek van Strafvordering) en deze is een formele oproep om op een bepaalde dag en tijd voor een in de dagvaarding genoemde rechter (politierechter, kantonrechter, meervoudige kamer, te X-stad) te verschijnen. De dagvaarding wordt aan de verdachte betekend. Dat wil zeggen, door een bevoegde ambtenaar uitgereikt, welke ambtenaar van die uitreiking een akte opmaakt: een akte van betekening.
De dagvaarding heeft dus een oproepingsfunctie (dag/tijd/plaats) en bevat de tenlastelegging, een beschrijving van het ten laste gelegde feit. Daarmee is de omvang van het strafrechtelijk geschil bepaald: dat geschil gaat over de inhoud van de tenlastelegging.
De officier moet in de tenlastelegging enerzijds zo concreet en duidelijk omschrijven waar het om gaat, dat de verdachte en zijn raadsman daarop hun verdediging kunnen baseren. Anderzijds zal de officier proberen zo veel mogelijk te voorkomen dat tijdens het proces blijkt dat de feiten toch net iets anders zijn dan hij in de tenlastelegging omschreef. Vanuit dat standpunt is een zekere vaagheid (een slag om de arm) nuttig en nodig.
Ten slotte moeten de rechter, de raadsman en de verdachte in de tekst van de tenlastelegging de formele strafbepaling kunnen terugvinden waarvan de officier meent dat die is geschonden. Die bepaling moet aan het eind nog eens expliciet worden vermeld.
Die verschillende eisen aan de tekst van de tenlastelegging maakt dat er meestal vrij wollige, ouderwets aandoende, taal wordt gebruikt waarin het woord 'althans' vaak voorkomt.
Een voorbeeld van een (telast- of) tenlastelegging voor iemand die op 3 mei een winkeldiefstal pleegde:

De Officier van justitie (...) roept (...) op om te verschijnen op (...) 
ter zake dat hij op of omstreeks 3 mei 2011 te A-stad, met het oogmerk van wederrechtelijke toe-eigening 
heeft weggenomen vijf, althans een of meer, pakje(s) kauwgom en/of twee, althans een of meer, verpakking(en) biefstuk, 
althans winkelgoederen ter waarde van ongeveer Euro 15,67, in elk geval enig geld en/of goed, 
toebehorende aan winkelbedrijf X. B.V. (filiaal z-straat), in elk geval aan een ander of anderen dan aan hem, verdachte.
(artikel 310 Wetboek van Strafrecht)

In Belgische strafzaken is dagvaarding eveneens de gewone vorm om de verdachte(n) op te roepen. In veel gevallen is er evenwel een voorafgaande procedure voor de Raadkamer geweest, en dan is het die raadkamer die de precieze misdrijven waarvoor gedagvaard mag worden, bepaalt. Anders doet de procureur des Konings dat. (Dit heeft te maken met verzachtende omstandigheden en correctionalisering, begrippen die onder het lemma misdrijf worden verklaard.)